# Léon Thiércelin
Léon Thiércelin (1861) è stato uno schermidore haitiano, specialista del fioretto e della spada.
Partecipò ai Giochi della II Olimpiade che si svolsero a Parigi nel 1900 con la squadra parigina del Salles Ranchoux. Prese parte alle gare di fioretto e spada per maestri. In entrambe le gare fu eliminato al primo turno.